# K. I. Sawyer (Míchigan)
K. I. Sawyer es un lugar designado por el censo ubicado en el condado de Marquette en el estado estadounidense de Míchigan. En el Censo de 2010 tenía una población de 2624 habitantes y una densidad poblacional de 584,61 personas por km².

## Geografía
K. I. Sawyer se encuentra ubicado en las coordenadas 46°19′46″N 87°21′55″O / 46.32944, -87.36528. Según la Oficina del Censo de los Estados Unidos, K. I. Sawyer tiene una superficie total de 4.49 km², de la cual 4.43 km² corresponden a tierra firme y (1.21%) 0.05 km² es agua.

## Demografía
Según el censo de 2010, había 2624 personas residiendo en K. I. Sawyer. La densidad de población era de 584,61 hab./km². De los 2624 habitantes, K. I. Sawyer estaba compuesto por el 85.14% blancos, el 2.82% eran afroamericanos, el 3.81% eran amerindios, el 0.53% eran asiáticos, el 0% eran isleños del Pacífico, el 0.15% eran de otras razas y el 7.55% pertenecían a dos o más razas. Del total de la población el 3.89% eran hispanos o latinos de cualquier raza.